# Héctor Babenco
Héctor Babenco (Mar del Plata, 1946. február 7. – São Paulo, 2016. július 13.) lengyelországi zsidó származású brazil filmrendező, forgatókönyvíró és filmproducer. A Mielőtt leszáll az éj című filmben ő játszotta Virgilio Pinera szerepét.

## Életpályája
Mar del Plata-ban nőtt fel. 1964–1971 között beutazta a Földet: járt Afrikában, Európában (1964–1968) és Észak-Amerikában is. 1971-ben költözött Brazíliába. 1994-ben csontvelő-transzplantáción esett át.
Olyan ismert színészekkel dolgozott együtt, mint például William Hurt, John Lithgow, Raúl Juliá, Jack Nicholson, Meryl Streep, Tom Berenger, Daryl Hannah, Aidan Quinn és Kathy Bates.

## Családja
Édesapja (Jaime Babenco) ukrajnai zsidó származású argentin, édesanyja (Janka Haberberg) lengyelországi zsidó kivándorló volt.

## Filmjei

### Színészként
- Mielőtt leszáll az éj (2000)

### Filmproducerként
- Őrült szív (1998) (forgatókönyvíró és filmrendező is)
- Carandiru – A börtönlázadás (2003) (forgatókönyvíró és filmrendező is)

### Forgatókönyvíróként
- Játék az Úristen pályáján (1991) (filmrendező is)

### Filmrendezőként
- A pókasszony csókja (1985)
- Gyomok között (1987)

## Fordítás
- Ez a szócikk részben vagy egészben  a   Héctor Babenco című angol Wikipédia-szócikk ezen változatának fordításán alapul.  Az eredeti cikk szerkesztőit annak laptörténete sorolja fel. Ez a jelzés csupán a megfogalmazás eredetét és a szerzői jogokat jelzi, nem szolgál a cikkben szereplő információk forrásmegjelöléseként.